# Heterogen longispira
Heterogen longispira là một loài ốc nước ngọt trong họ Viviparidae. Chúng là loài duy nhất trong chi Heterogen và là loài đặc hữu của vùng hồ Biwa, Nhật Bản.